# Nevado Quimsachata
El Nevado Quimsachata o Nevado Quimsa Chata es un complejo volcánico situado en los Andes Centrales, más concretamente en la sección septentrional de la Cordillera Occidental boliviana. Localizado en la frontera entre Chile y Bolivia, el Nevado Quimsachata se reparte entre la chilena comuna de Putre (región de Arica y Parinacota) y la boliviana provincia Sajama (departamento de Oruro).
El nombre de este complejo volcánico significa «tres cumbres» ya que está formado por tres montañas: Cerro Umurata, Cerro Acotango y Cerro Elena Capurata. Por ello, a veces el nombre de esta formación se usa en plural, Nevados Quimsachata.
Se ha sugerido que el Nevado Quimsachata se formó durante el Pleistoceno, aunque estudios más recientes establecen su formación entre el Mioceno y el Plioceno, junto con otros volcanes de la zona, como el Cerro Oke Okeni, el Nevado Condoriri o el Cerro Asu Asuni.